# Place Constantin-Brancusi
La place Constantin-Brancusi est une voie située dans le quartier de Plaisance du 14e arrondissement de Paris.

## Situation et accès
La place Constantin-Brancusi est desservie à proximité la ligne 13 à la station Gaîté.

## Origine du nom

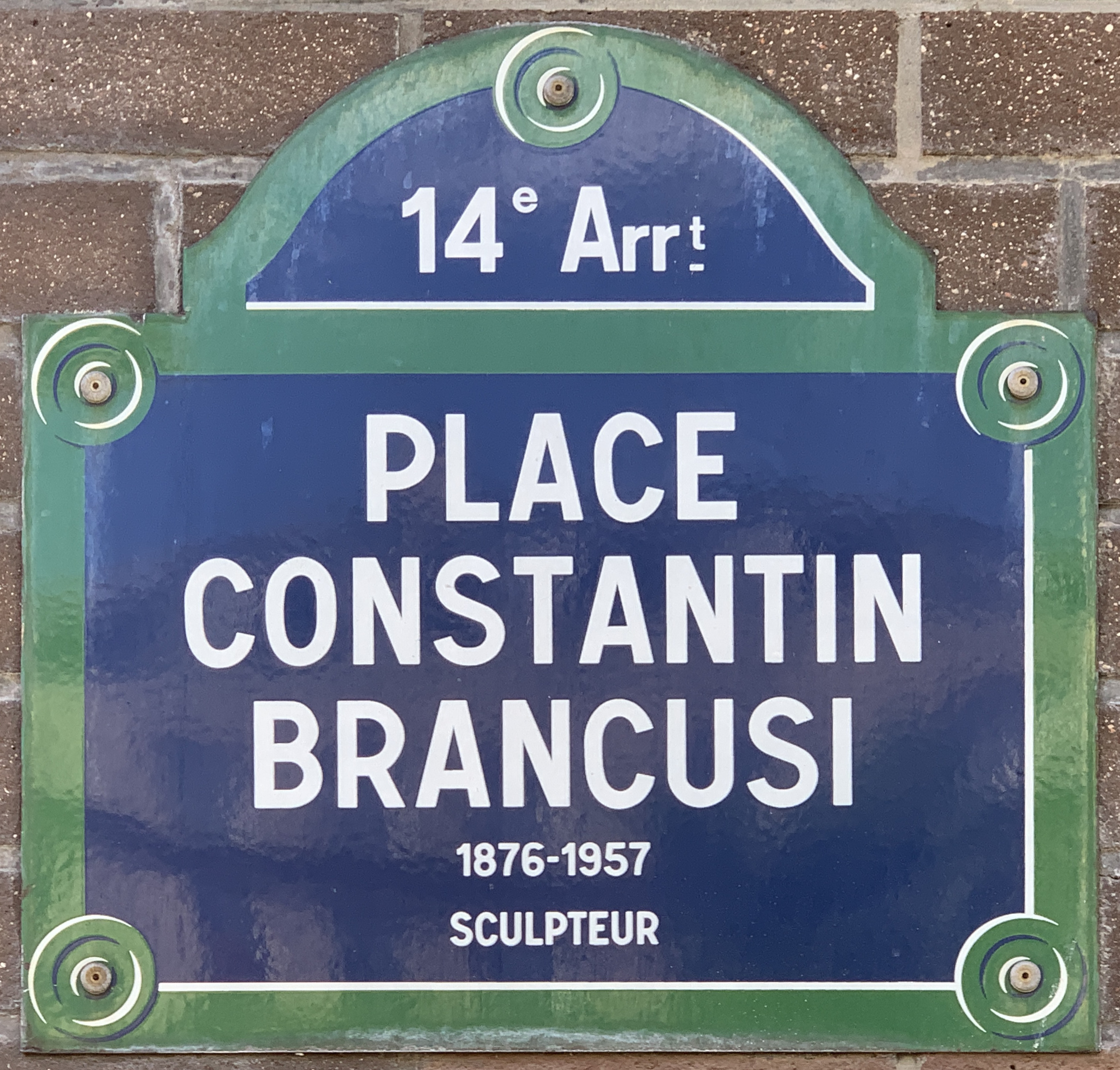
Plaque de la place.

Elle porte le nom du sculpteur français d'origine roumaine Constantin Brâncuși (1876-1957).

## Historique
Cette place est créée lors du réaménagement de la ZAC Guilleminot-Vercingétorix sous l'appellation de « voie Z/14 » et prend son toponyme en 1985.

## Bâtiments remarquables et lieux de mémoire
- Nos 10 à 14 : immeuble de logements articulé autour de trois groupes de travées qui se complètent par un jeu de courbes et de contre-courbes, construit par Antoine Grumbach[1].